# 치히로 상
치히로 상(일본어: 千尋さん, Call Me Chihiro)는 일본에서 제작된 이마이즈미 리키야 감독의 2023년 드라마 영화이다. 아리무라 카스미 등이 주연으로 출연하였다.

## 출연

### 주연
- 아리무라 카스미 - 치히로(ちひろ) 역

### 조연
- 토요시마 하나 - 오카지 역
- 시마다 텟타 - 마코토 역
- 반 - 바질 역
- 와카바 류야 - 타나구치 역
- 사쿠마 유이 - 히토미 역
- 나가사와 이츠키 - 벳찡 역
- 이치카와 미와코 - 치히로(チヒロ) 역
- 스즈키 케이이치 - 노숙자 아저씨 역
- 네기시 토시에 - 나가이 씨 역
- 히라타 미츠루 - 비토 역
- 릴리 프랭키 - 우츠미 역
- 후부키 준 - 타에 역